# Charlie Johnson
Charlie „Fess“ Johnson (eigentlich Charles Wright Johnson, * 21. November 1891 in Philadelphia; † 13. Dezember 1959 in New York City) war ein US-amerikanischer Jazz-Pianist und Bandleader.

## Leben und Wirken
Johnson wuchs in Lowell, Massachusetts auf. Zunächst Posaune spielend, kam er 1914 nach New York, wurde Pianist und zog 1924 mit eigenem Orchester nach Atlantic City. 
Johnson leitete dann von 1925 bis 1935 ein Ensemble namens The Paradise Ten, das im Harlemer Small’s Paradise spielte und zwischen 1925 und 1929  14 Titel auf Schallplatten aufnahm, u. a. mit der Sängerin Monette Moore. Obwohl Johnson ein fähiger Pianist war, spielte er bei seinen Aufnahmen selten Soli. Dem The Paradise Ten Ensemble gehörten einige bedeutende Musiker ihrer Zeit an, wie etwa die Trompeter Jabbo Smith, Leonard Davis, Sidney De Paris und Thomas Morris, die Posaunisten Charlie Irvis und Jimmy Harrison, die Altsaxophonisten Benny Carter und Edgar Sampson sowie der Tenorsaxophonist Benny Waters, der auch als Arrangeur fungierte; außerdem gehörten Gus Aiken (1928–30),  Herman Autrey (1933/34), der Bassist Billy Taylor (1927/29), Frankie Newton (1933–35) und Dicky Wells Johnsons Formation an.

Johnson leitete das Ensemble bis 1938; danach arbeitete er als freischaffender Musiker in verschiedenen Formationen und zog sich in den 1950er Jahren aus gesundheitlichen Gründen von der Musikszene zurück.
Die Autoren Rex Harris und Brian Rust zählen in ihrem Buch Recorded Jazz: A Critical Guide Charlie Johnsons Einspielungen zu den besten Aufnahmen des Harlem Jazz Ende der 1920er Jahre.

## Diskographische Hinweise
- The Complete Charlie Johnson Sessions (Hot'n'Sweet, 1925–29)